# Friedrich Dessauer

Friedrich Dessauer, um 1932

Friedrich Dessauer (* 19. Juli 1881 in Aschaffenburg; † 16. Februar 1963 in Frankfurt am Main) war ein deutscher Physiker, insbesondere Biophysiker in Deutschland, der Türkei (1934 bis 1937) und der Schweiz, Röntgenpionier, Philosoph, Reichstagsabgeordneter des Zentrums, sozial engagierter Unternehmer und Publizist.

## Leben

### Familie
Friedrich Dessauer wurde als zehntes Kind des Aschaffenburger Papierfabrikanten Philipp Dessauer (1837–1900), und seiner Frau Elisabeth Maria Karoline Dessauer (1843–1920) geboren. Seine Mutter war eine Tochter des Farbenfabrikanten Franz Daniel Vossen aus Lüttich; sein Vater leitete die von seinem Großvater, Friedrichs Urgroßvater, Alois Dessauer gegründete Aschaffenburger Buntpapierfabrik bereits in der dritten Generation und hatte selbst maßgeblich die Gründung der Weißpapierfabrik betrieben. Einer von Friedrich Dessauers Neffen war der Physiker und Papierfabrikant Guido Dessauer.
Am 17. April 1909 heiratete er seine Verlobte Elisabeth Elshorst standesamtlich, am 20. April 1909 folgte die kirchliche Trauung. Mit seiner Frau Elisabeth, genannt Else, bekam Dessauer drei Söhne und eine Tochter. Der erste Sohn Gerhard kam im September 1910 zur Welt; der zweite Sohn Ottmar (* 31. März 1914) war von 1950 bis 1968 katholischer Studentenpfarrer an der Frankfurter Goethe-Universität. Die Tochter war die Schriftstellerin Maria Dessauer.

### Jugend in Aschaffenburg
Schon in seiner Jugendzeit faszinierten Dessauer die Maschinen in der väterlichen Fabrik und der technische Fortschritt im Allgemeinen. Mit 14 Jahren entwarf er Verbesserungen für Motoren. Große Faszination übte die 1895 in Würzburg von Conrad Röntgen entdeckte X-Strahlen und deren medizinische Einsatzmöglichkeiten auf Dessauer aus. Er baute erste Röntgenapparaturen, sandte eine Abhandlung darüber an Röntgen und bekam eine anerkennende Rückmeldung.

### Studium und Unternehmertum
Dessauer studierte ab 1899 Elektrotechnik und Physik zunächst an der Universität München und publizierte erste Texte in der katholischen Kulturzeitschrift Alte und Neue Welt. Nach dem ersten Semester wechselte er an die TH Darmstadt und brach sein Studium nach dem zweiten Semester unter dem Eindruck des Todes seines Vaters Philipp und seines Bruders Hugo ab. Anstelle weiterer Studien kehrte er nach Aschaffenburg zurück und gründete dort im Alter von 19 Jahren im Frühjahr 1901 eine Firma unter dem Namen Elektrotechnisches Laboratorium Aschaffenburg, kurz ELA. Insbesondere bei seinen frühen radiologischen Forschungen setzte sich Dessauer so hohen Strahlendosen aus, dass er zeitlebens die Auswirkungen davon zu tragen hatte. Gemeinsam mit seinem Schwager, dem Arzt Bernhard Wiesner, veranstaltete er in Aschaffenburg ab 1903 Röntgenkurse für Mediziner, die den Bekanntheitsgrad der kleinen Firma erheblich steigerten. An einem der ersten Kurse, spätestens 1905, nahm der Schweizer Arzt Paul Pfaehler teil. Er wurde einer der engsten Freunde Friedrich Dessauers und operierte ihn mehrfach. Zusammen mit Bernhard Wiesner veröffentlichte Dessauer 1903 als erste selbständige Publikation einen „Leitfaden des Röntgen-Verfahrens“. Durch Strahlenschäden während seiner Forschungen zur Anwendung der Röntgenstrahlen wurde sein Gesicht stark geschädigt und er wurde mehrfach mit plastischen Operationen behandelt. Im Zusammenhang damit wurde er vom Militärdienst befreit.
Im November 1905 stieg Dessauer als Geschäftsführer in das Elektrotechnische Institut Frankfurt, kurz EIF, ein, 1906 erreichte er die Fusion seines ELA mit dem EIF, das aus diesem Anlass in Vereinigte Elektrotechnische Institute Frankfurt-Aschaffenburg, kurz VEIFA, umbenannt wurde. Die VEIFA hatten bei Kriegsausbruch ca. 450 Angestellte für Röntgenapparate und andere medizinische Geräte. Durch die Kriegswirtschaft kamen die VEIFA 1915 in eine erhebliche wirtschaftliche Schieflage. Zwar versuchte Dessauer durch die Umstellung auf die Produktion von Granaten das Unternehmen zu retten, dies gelang ihm aber nicht. Im Januar 1916 musste er in Verhandlungen mit der größeren Konkurrentin Reiniger, Gebbert & Schall (RGS) eintreten. Der Verkauf der VEIFA an die RGS erfolgte im November 1916. Dessauer erhielt einen Übergangsvertrag als VEIFA-Geschäftsführer bis zum 31. Dezember 1921.
Neben seiner Tätigkeit als Direktor der VEIFA hatte Dessauer schon ab 1914 sein Studium an der in dem Jahr gegründeten Frankfurter Universität fortgesetzt. Er schloss es 1917 mit der Dissertation Über einen neuen Hochspannungstransformator und seine Anwendung zur Erzeugung durchdringungsfähiger Röntgenstrahlen ab. Von Juli 1918 bis Ende 1919 bemühte er sich vergeblich um eine Professur in Berlin und stand hierzu in einem engen Kontakt zu Ernst Bumm und Kurt Warnekros, mit denen er schon länger bei der Bestrahlung von Tumoren zusammenarbeitete. 1920 wurde Dessauer in Frankfurt Honorarprofessor für die physikalischen Grundlagen der Medizin und 1922 ordentlicher Professor und Gründungsdirektor des Instituts für physikalische Grundlagen der Medizin.

### Vermittlung zwischen naturwissenschaftlich-technischem und katholischem Milieu
Bereits mit seinen ersten, 1899 verfassten Publikationen unter dem Titel „Technische Plaudereien“ hatte Dessauer Kontakt zu Carl Muth aufgenommen, an den er 1904 wieder anknüpfte. Muth, der 1899 noch Redakteur der Alten und Neuen Welt war, gab inzwischen seine eigene Kulturzeitschrift unter dem Titel Hochland heraus, in der Dessauer zahlreiche Beiträge veröffentlichte, um im katholischen Milieu für ein positives Verhältnis zu Naturwissenschaft und Technik zu werben. Muth wurde einer von Dessauers engsten Freunden. Auch in späteren Werken wie „Der Fall Galilei“, „Seele im Bannkreis der Technik“ oder „Am Rande der Dinge“ setzte Dessauer den Versuch der Vermittlung zwischen naturwissenschaftlich-technischer und religiöser Sphäre fort.

### Politisches Engagement 1919–1933
Nach dem Ersten Weltkrieg trat er der Zentrumspartei bei und wurde im März 1919 Mitglied der Frankfurter Stadtverordnetenversammlung und des Frankfurter Zentrumsvorstands. Als sozial denkender Arbeitgeber setzte er sich für eine Überwindung des Klassenkampfes ein und unterstützte die Kooperation von Zentrum, SPD und DDP in der Frankfurter Stadtverordnetenversammlung, sein besonderes Interesse galt der Wirtschafts- und Sozialpolitik. Dessauer war 1924 maßgeblich an der Wahl von Ludwig Landmann zum Oberbürgermeister der Stadt Frankfurt beteiligt. Er wurde zudem zum Ersten Vorsitzenden des Caritas-Verbandes gewählt.
Am 3. November 1924 wurde Dessauer bei einem Kreisparteitag der Zentrumspartei in Limburg erstmalig als Kandidat für den Wahlkreis 19 aufgestellt und erlangte bei der Reichstagswahl vom 7. Dezember 1924 ein Mandat im Reichstag, das er bei allen folgenden Reichstagswahlen bis einschließlich der Wahl vom 5. März 1933 verteidigte. Er stand den Ansichten Joseph Wirths nahe, zählte also zum linken Parteiflügel. Allerdings arbeitete er mit Heinrich Brüning bei der Entwicklung eines „nationalen Bauprogramms“ und der Entwicklung eines Wirtschaftsprogramms des Zentrums zusammen. Seit 1924 war er Beisitzer im Reichsvorstand der Zentrumspartei. Daher spielte er ebenso eine führende Rolle in der demokratischen Wehrorganisation Reichsbanner Schwarz-Rot-Gold und gehörte dem pazifistischen Friedensbund Deutscher Katholiken an.
Als Begründer und Mitinhaber der linkskatholischen Rhein-Mainischen Volkszeitung, zu deren Verlagsleiter er Josef Knecht bestellt hatte, warnte Dessauer bereits früh vor dem Nationalsozialismus. In der Fraktion sprach er sich 1933 gegen die Zustimmung zum sogenannten Ermächtigungsgesetz aus, willigte dann aber doch in die Fraktionslinie ein.
Am 21. Juni 1933 wurde Dessauer während eines Vortrags beim Jungkatholischen Klub in Duisburg von SS-Männern zusammen mit einem Polizisten erstmalig verhaftet und am Folgetag wieder auf freien Fuß gesetzt. Am 3. Juli wurde er in Frankfurt erneut in „Schutzhaft“ genommen und im Strafgefängnis Frankfurt-Preungesheim inhaftiert. Reguläre Untersuchungshaft wurde durch das Landgericht Mönchengladbach erst am 14. Oktober 1933 angeordnet. Am 25. November 1933 wurde Dessauer nur wenige Stunden nach einer Operation nach Mönchengladbach transferiert. Er wurde im Kleinen Volksvereinsprozeß in Mönchengladbach wegen Anstiftung zur Untreue angeklagt, doch am 20. Dezember 1933 durch den Landgerichtspräsidenten Starting freigesprochen, der Dessauer öffentlich „untadelige vaterländische Gesinnung“ bescheinigte.
Ungeachtet des Freispruchs und gegen seinen Wunsch, seine Lehrtätigkeit wieder aufzunehmen, beurlaubte die Universität Dessauer am 16. Januar 1934. Am 6. Februar 1934 überfielen Studenten Dessauers Privathaus, rissen den Gartenzaun nieder, warfen Scheiben ein, demolierten die Fensterkreuze und rammten die Haustür mit Eisenstangen auf. Das eintreffende Überfallkommando nahm Dessauer über Nacht erneut in Schutzhaft. Nach einem Angebot für Berufungsverhandlungen vom 12. März 1934 traf Dessauer am 7. Mai 1934 in Istanbul ein. Während seines Verhandlungsaufenthalts dort wurde er am 14. Mai 1934 zur „Straffung der Verwaltung“ nach § 6 Berufsbeamtengesetz in Ruhestand versetzt. Dessauer erfuhr dies telegraphisch, schloss daraufhin seinen Vertrag in Istanbul und kehrte nach Frankfurt zurück, um seine Ausreise vorzubereiten. Gemeinsam mit seiner Frau Elisabeth und den beiden jüngeren Kindern Maria und Christoph ging er ins türkische Exil. Die Leitung des bislang von ihm geführten „Instituts für physikalische Grundlagen der Medizin“ übernahm sein früherer Assistent, der Biophysiker Boris Rajewsky, der es 1937 in ein „Kaiser-Wilhelm-Institut für Biophysik“ unter dem Dach der Kaiser-Wilhelm-Gesellschaft umwandeln und weiterleiten durfte. Aus diesem Kaiser-Wilhelm-Institut wurde 1948 das Max-Planck-Institut für Biophysik, das seit März 2003 in einem Neubau auf dem Campus Riedberg der Goethe-Universität residiert.

### Exil und Rückkehr
Dessauer erhielt an der Universität Istanbul eine Professur für Radiologie und Biophysik. An der Medizinischen Fakultät begann er 1934 das Radiologische Institut aufzubauen, für das ein außerhalb gelegener Neubau errichtet wurde. 1935 konnte Dessauer eine Assistentenstelle mit dem Darmstädter Kurt Lion besetzen. Die Beaufsichtigung des Neubaus beanspruchte Dessauer stark neben seinen Lehrverpflichtungen. Seine zunächst für Mitte 1935 geplante Fertigstellung verzögerte sich. Ein nutzbares Provisorium war im Februar 1936 erreicht, die offizielle Eröffnung erfolgte erst Mitte 1937.
Anfang 1936 wurde ein Physik-Lehrstuhl an der Universität Freiburg i. Üe. vakant, der Dessauer nach Verhandlungen und inneruniversitären Konflikten zwischen katholischen und nationalsozialistischen Parteigängern im Dezember 1936 angeboten wurde. Noch am Tag des Eintreffens des Briefes, am 27. Dezember 1936, nahm Dessauer den Ruf, auch aus Gesundheitsgründen, an. Am 1. Juni 1937 eröffnete Dessauer den Neubau seines Radiologischen Instituts in Istanbul und reiste am Folgetag nach Freiburg i. Üe. ab, wo er am 12. Juli 1937 seine Antrittsvorlesung hielt. Bis zum Schluss des Semesters kehrte er dann erneut nach Istanbul zurück, am 13. September 1937 traf er wieder in Freiburg ein. Er lehrte am Physikalischen (bzw. Biophysikalisch-radiologischen) Institut der Universität Fribourg, dessen Direktor er auch war.
Gestützt auf Behauptungen nationalsozialistisch gesinnter Kollegen, insbesondere des Histologen Ernst von Herrath, wurde Dessauer am 23. Juli 1941 aus dem Deutschen Reich ausgebürgert und war damit staatenlos.
Im Oktober 1946 wurde Dessauers Inruhestandversetzung von 1934 durch einen Erlass des Hessischen Ministerpräsidenten in eine Emeritierung umgewandelt, auf seine Tätigkeit als Professor der Universität Freiburg i. Üe. hatte das keinen Einfluss; auch auf den im März 1947 an ihn herangetragenen Wunsch des Frankfurter Magistrats „die Leitung des Instituts [in Frankfurt] wieder zu übernehmen“, ging Dessauer nicht ein. Vielmehr erhielt er am 10. März 1949 die Schweizer Staatsangehörigkeit. Seine Abschiedsvorlesung hielt er erst am 2. Juni 1953 in Freiburg. Zwar kehrte Dessauer erstmalig schon im Herbst 1949 und danach jährlich zu großen Vortragsreisen nach Deutschland zurück, der Umzug zurück nach Frankfurt am Main und in sein Haus in der Stresemannallee erfolgte aber erst am 15. August 1953. 1951 nahm Dessauer seine Lehrtätigkeit in Frankfurt wieder auf.
Sein öffentliches Wirken beendete Dessauer mit dem Sommersemester 1960. In Frankfurt starb Dessauer auch am 16. Februar 1963 an den Folgen einer zu hohen Strahlenkontamination, aufgrund derer er bei sich insgesamt über einhundert plastischen Gesichtsoperationen unterzogen hatte. Er ist auf dem Altstadtfriedhof in Aschaffenburg begraben.

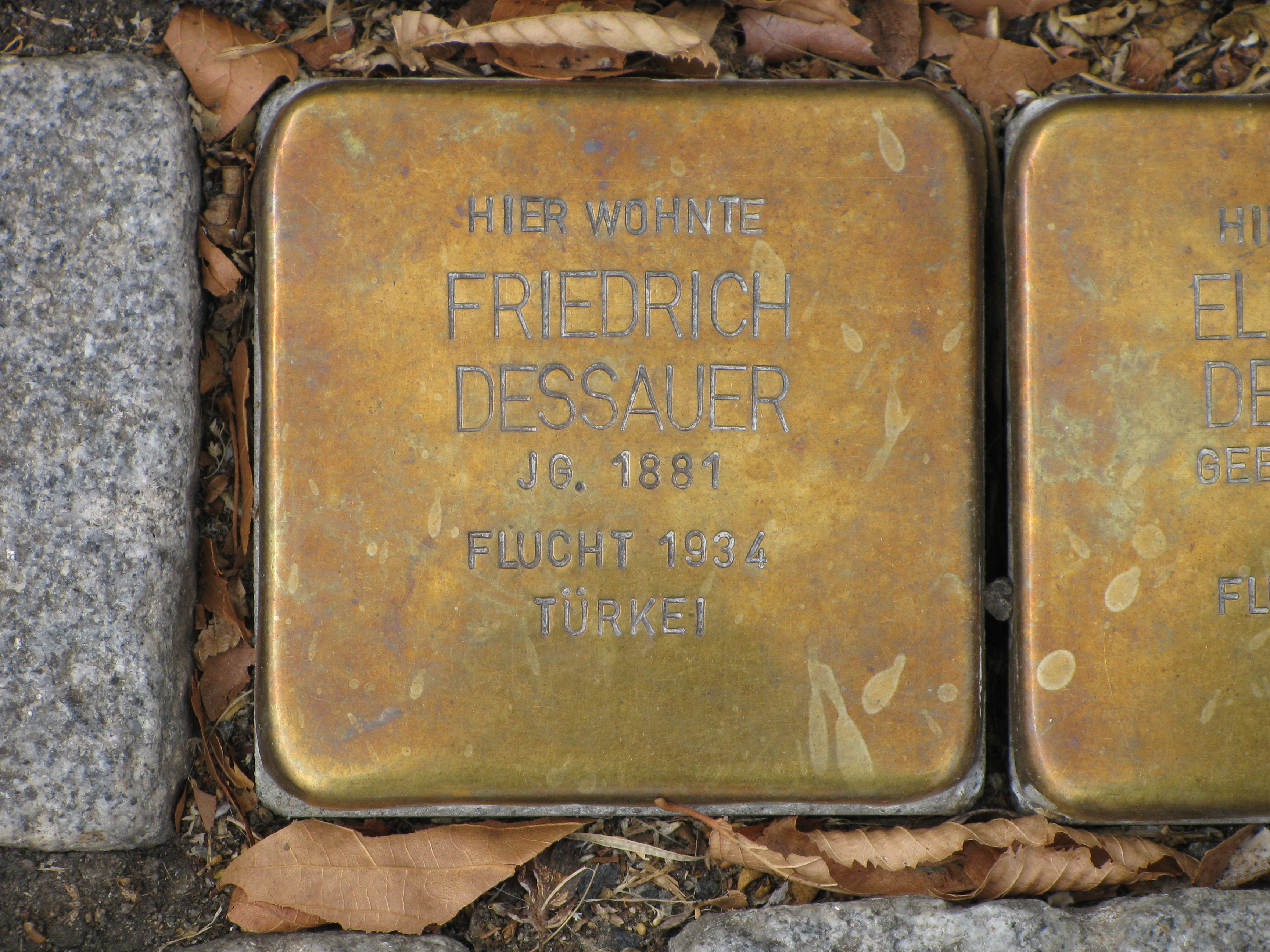
Stolperstein für Friedrich Dessauer in der Stresemannallee 36 in Frankfurt am Main

Seit 2022 erinnern Stolpersteine an der Stresemannallee 36 in Frankfurt am Main an den letzten Wohnort der Familie Dessauer vor der Flucht in die Türkei.

## Leistungen
Dessauer widmete den größten Teil seines Lebens der Erforschung von Röntgenstrahlung mit besonderer Betonung der Anwendbarkeit in der Medizintechnik. 1909 gelangen ihm die weltweit ersten Aufnahmen eines schlagenden Herzens. 1920 gründete er als Honorarprofessor der Frankfurter Universität dort die Physical Foundation of Medicine und wirkte als deren Direktor. 1922 berief ihn die Universität Frankfurt a. M. zum ordentlichen Professor. Zum Beispiel gilt er aufgrund seiner Untersuchungen von 1922 zum Wirkungsmechanismus von Röntgenstrahlen bei ihrer Einwirkung auf biologische Substanzen und Vorgänge als Begründer der Quantenbiologie. Mit der Treffertheorie konnte er die Strahlenwirkung auf die lebende Zelle quantitativ erfassen.

## Ehrungen und Auszeichnungen
Friedrich Dessauer ist ein Ehrenbürger der Städte Frankfurt am Main und Aschaffenburg. Nach ihm sind das Friedrich-Dessauer-Gymnasium in Frankfurt-Höchst und das Friedrich-Dessauer-Gymnasium in Aschaffenburg, die Friedrich-Dessauer-Schule in Limburg sowie verschiedene andere Schulen und die Friedrich-Dessauer-Straße in Frankfurt am Main benannt. Das in den Jahren 1969/70 an der Grenze zwischen den Frankfurter Stadtteilen Bockenheim und Hausen entstandene Studentenwohnheim Friedrich-Dessauer-Haus in der Trägerschaft des Bauvereins Katholische Studentenheime e. V. ist mit 656 Wohnheimplätzen das größte Frankfurter Studentenwohnheim in katholischer Trägerschaft, steht aber allen Studierenden offen.
Der VDE Rhein Main verleiht alljährlich den Friedrich-Dessauer-Preis an Hochschulabsolventen mit herausragenden Leistungen in den Fachbereichen Elektrotechnik und Informationstechnik.
- Ritter des päpstlichen Silvesterordens (1956)[40]
- Goethe-Plakette der Stadt Frankfurt am Main (1951)
- Inhaber des Großen Verdienstkreuzes mit Stern der Bundesrepublik Deutschland (1956)
- Röntgen-Plakette der Stadt Remscheid (1956)
- Ehrenmitglied des Vereins Deutscher Ingenieure (1958)[41]
- Inhaber des Großen Verdienstkreuzes mit Stern und Schulterband der Bundesrepublik Deutschland (1961)
- Ehrendoktor der Medizin (Frankfurt am Main 1951), der Theologie (Würzburg 1952) und der Ingenieurwissenschaften (Darmstadt 1956)[42]

## Werke
- Leitfaden des Roentgenverfahrens. 1903; 6. Auflage 1924.
- Die Versuchung des Priesters Anton Berg (unter dem Pseudonym Jakob Stab). Josef Kösel Verlag, München 1921.
- Zur Therapie des Karzinoms mit Röntgenstrahlen.Vorlesungen über die physikalischen Grundlagen der Tiefentherapie. Verlag Theodor Steinkopff, Dresden / Leipzig 1922.
- Dosierung und Wesen der Röntgenstrahlenwirkung in der Tiefentherapie. Leipzig 1924.
- Leben, Natur, Religion: das Problem der transzendenten Wirklichkeit. Cohen,  Bonn 1924.
- Philosophie der Technik. Das Problem der Realisierung. Cohen,  Bonn 1927.
- Befreiung der Technik (mit Karl A. Meissinger). J.G. Cotta’sche, Stuttgart / Berlin 1931.
- Zehn Jahre Forschung auf dem physikalisch-medizinischen Grenzgebiet. Leipzig 1931.
- Wissen und Bekenntnis: Erörterung weltanschaulicher Probleme mit besonderer Berücksichtigung des Buches „Weltbild eines Naturforschers“ von Arnold Heim. Walter, Olten 1944.
- mit Franz Xaver von Hornstein: Seele im Bannkreis der Technik. Otto Walter, Olten 1945; 2., verbesserte und erweiterte Auflage ebenda / Freiburg im Breisgau 1952.
- Weltfahrt der Erkenntnis. Leben und Werk Isaac Newtons. Rascher, Zürich 1945.
- Wilhelm C. Röntgen. Die Offenbarung einer Nacht. Walter, Olten 1945; 2. Auflage 1946.
- Atomenergie und Atombombe. Fassliche wissenschaftliche Darstellung und Würdigung. Otto Walter, Olten 1945; 2., erweiterte Auflage Josef Knecht, Frankfurt am Main 1948.
- Als Übersetzer: Henry DeWolf Smyth: Atomenergie und Ihre Verwendung im Kriege. Ernst Reinhardt Verlag ; Princeton University Press, Basel ; NJ 1947 (Vgl. Smyth Report).
- Mensch und Kosmos. Ein Versuch. Otto Walter, Olten 1948; 2. Ausgabe Josef Knecht, Frankfurt am Main 1949.
- Religion im Lichte der heutigen Naturwissenschaft. Josef Knecht, Frankfurt am Main 1950.
- Naturwissenschaftliches Erkennen; Beiträge zur Naturphilosophie. Verlag Josef Knecht, Frankfurt am Main 1951
- Die Teleologie in der Natur. Ernst Reinhardt, München / Basel 1949 (= Glauben und Wissen. Band 3).
- Begegnung zwischen Naturwissenschaft und Theologie. Knecht, Frankfurt am Main
- Auf den Spuren der Unendlichkeit. Knecht, Frankfurt am Main
- Weltmann - Christ? Knecht, Frankfurt am Main
- Am Rande der Dinge. Knecht, Frankfurt am Main
- Erbe und Zukunft des Abendlandes. Marion von Schröder Verlag, Hamburg
- Der Fall Galilei und wir. Knecht, Frankfurt am Main
- Quantenbiologie: Einführung in einen neuen Wissenszweig. Springer, Berlin / Göttingen / Heidelberg 1954 (2. Auflage, herausgegeben und ergänzt von Kurt Sommermeyer, 1964)
- Streit um die Technik. Knecht, Frankfurt am Main 1956
- Die Teufelsschule. Aus dem Vermächtnis eines Arztes. Frankfurt a. M. 3. Auflage 1957
- Prometheus und die Weltübel. Frankfurt Knecht, Frankfurt am Main 1959
- Kontrapunkte eines Forscherlebens. Erinnerungen. Amerikanische Reisebriefe. Knecht, Frankfurt a. M. 1962